# Летње рачунање времена
Летње рачунање времена (енгл. daylight saving time – DST; или само летње време) или летње указно време, је договор по којем се преко лета часовник помера да би послеподнева имала више дневног светла него преподнева. Спроводи се тако што се службено време помери унапред у позну зиму или рано пролеће, а врати назад у јесен. Време се обично помера за један сат, али тачан број часова и датуми измена се одређују локално, и подложни су променама. Овакво подешавање доприноси бољем прилагођавању и већем искоришћавању дана и штедње енергије. Летње указно време се најчешће користи у умереном појасу, због значајније разлике између дужине обданице (дневног светла) у различитим годишњим добима, док се у тропско-екваторском региону и поларним подручјима мање користи. Мањина светске популације користи ДСТ, јер га Азија и Африка генерално не поштују.
Датум и време почетка и престанка летњег рачунања времена није стандардизован на нивоу света и начелно се разликује од државе до државе (мада је ЕУ ово регулисала а већина земаља Европе укљ. Србију је то преузела). Померање времена се у већини случајева врши у ноћи између суботе и недеље и то у 2 ч. - како би се умањио негативан утицај додатног или недостајућег сата на радно становништво, редове вожње и сл. На северној хемисфери, летње време почиње на пролеће, а завршава се на јесен. На јужној хемисфери, почетак и крај летњег времена је обрнут од северне. Већина модерних рачунарских оперативних система има могућност аутоматског преласка на летње рачунање времена.

## Образложење
Индустријализирана друштва обично прате распоред који се заснива на сату за дневне активности које се не мењају током године. Време дана када појединци почињу и завршавају посао или школу и координација масовног превоза, на пример, обично остају константни током целе године. Насупрот томе, дневне рутине аграрног друштва за рад и лично понашање су у већој мери зависни од дужине дневних часова и од синодичког дана, који се мења сезонски због Земљиног нагиба осе. Северно и јужно од тропских подручја дневна светлост траје дуже лети и краће зими, а ефекат постаје већи што се више посматрач удаљава од тропа.
Синхроним ресетовањем свих сатова у региону на један сат испред стандардног времена, појединци који прате такав целогодишњи распоред будиће се сат времена раније него што би иначе; они ће започети и завршити свакодневне радне рутине сат времена раније, и оно ће имати на располагању додатни сат дневне светлости након активности у току радног дана. Међутим, они ће имати један сат дневне светлости мање на почетку сваког дана, што ће политику учинити мање практичном током зиме.
Док се времена изласка и заласка сунца мењају отприлике једнако као и годишња доба, заговорници летњег рачунања времена тврде да већина људи преферира повећање броја дневних сати након типичног „девет до пет” радног дана. Поборници такође тврде да ДСТ смањује потрошњу енергије тако што смањује потребу за осветљењем и грејањем, мада је стварни ефекат на укупну потрошњу енергије у великој мери оспорен.
Манипулација временом на вишим географским ширинама (на пример у Исланду, Нунавуту, Скандинавији или Аљаски) има мали утицај на свакодневни живот, јер се дужина дана и ноћи екстремније мења током сезоне (у поређењу са другим географским ширинама), а стога су време изласка и заласка сунца значајно ван фазе са стандардним радним временом без обзира на манипулације сата. ДСТ се такође мало користи за локације у близини екватора, јер ове регије имају само малу варијацију дневне светлости током године. Ефекат такође варира у зависности од тога колико је источно или западно место у његовој временској зони, при чему локације даље на исток унутар временске зоне имају више користи од ДСТ него локације даље на запад у истој временској зони.

## Историја
Древне цивилизације су прилагођавале дневне распореде сунцу флексибилније него што то ДСТ чини, често делећи дневну светлост на 12 сати, без обзира на дневно време, тако да је сваки дан у пролеће постајао све дужи и краћи током јесени. На пример, Римљани су мерили време воденим сатовима који су имали различите скале за различите месеце у години; на географској ширини Рима, трећи сат од изласка сунца почео би у 09:02 синодичког дана и трајао је 44 минута на зимском солстицију, али је при летњим солстицију почињао у 06:58 и трајао 75 минута. Од 14. века надаље, једнаке дужине грађанских сати замењују неједнаке, тако да грађанско време више не варира по сезони. Неједнаки сати су и даље кориштени у неким традиционалним окружењима, као што су манастири на Светој Гори и у свим јеврејским церемонијама.
Бенџамин Френклин је објавио пословицу „рано у кревет и рано устајање чини човека здравим, богатим и мудрим”, а објавио је и писмо у Журналу Париза током свог боравка као амерички изасланик у Француској (1776–1785) сугеришући да Парижани штеде на свећама тако што ће устајати раније да би користили јутарњу светлост. У сатири из 1784. године предложио је опорезивање прозорских капака, рационирање свећа и буђење јавности звоњавом црквених звона и испаљивањем топова при изласку сунца. Упркос широко присутној заблуди, Франклин у ствари није предложио ДСТ; Европа током 18. века није чак ни одржавала прецизне редове вожње. Међутим, то се променило, јер су жељезнички транспорт и комуникацијске мреже захтевали стандардизацију времена, на начин непознат у Франклиново доба.

## Европа и Америка
- Европска унија је од 2002. одредила да почетак летњег времена почиње последње недеље у марту, а завршава се последње недеље у октобру, а прелазак се у свим временским зонама одиграва истовремено: у 1:00 UTC (тј. 2:00 СEВ, односно 3:00 СЕЛВ)
- Све државе Европе, осим Русије, Белорусије, Исланда и дела Гренланда и норвешких острва Јан Мајен и Шпицбершка острва користе летње време и по правилу усклађено са ЕУ, па тако користе: Западноевропско летње време, Средњоевропско летње време (а раније и Источноевропско летње време и Московско летње време).
- Русија је 2011. укинула летње рачунање времена (али тако што је на јесен 2011. остала на летњем времену - Московско летње време, што је кориговала 24. октобра 2014, када се вратила на московско време[25])
- САД од 2007. године на летње рачунање времена прелази друге недеље у марту, а завршава се прве недеље у новембру[26]. Америчке државе Хаваји и Аризона не прелазе на летње време.
- Израел је до пре неколико година мењао летње време различито од остатка света, због посебног лунарног календара, па већина рачунарских система није могла прелазити на израелско летње време.

## Србија
Летње рачунање времена у Србији почиње последње недеље у марту у 2 ч. (након 01:59:59 СЕВ следи 03:00:00 СEЛВ), а завршава се последње недеље у октобру (када након 02:59:59 СЕЛВ следи 02:00:00 СЕВ.
Рачунање летњег времена је постојало у време Првог светског рата. Једна кратка вест из априла 1921. каже да се од те мере одустаје јер "то није показало никакве користи". Питање су у марту 1922. размотрили представници неких министарстава и привредних тела и одлучили да се летње време више не уводи. Летње време је поново коришћено током Другог светског рата.
Летње време је у СФРЈ уведено према Закону о рачунању времена из новембра 1982, од следећег марта.
Србија је почела да користи летње рачунање времена 27. марта 1983. До 1995. године сатови су се враћали у последњој седмици септембра и то на основу одлука које је доносила Влада, а касније је донет закон којим је летње рачунање времена усклађено са Европском унијом. Од 1996. период рачунања летњег времена је продужен до октобра.